# TK (Tröckener Kecks)
>TK is het elfde studioalbum van de Tröckener Kecks verschenen op cd in 2000. Het album werd opgenomen in de SatisFactory studio in Amsterdam. Er werden vier nummers op cd-single uitgebracht.

## Nummers
| Nr. | Titel | Schrijver(s)                                                                  | Duur |
| --- | --- | ----------------------------------------------------------------------------- | ---- |
| 1.  | Op de vlucht | Rick de Leeuw, Theo Vogelaars, Gerben Ibelings, Rob van Zandvoort, Phil Tilli | 4:12 |
| 2.  | Niemand thuis | Rick de Leeuw, Theo Vogelaars, Gerben Ibelings, Rob van Zandvoort, Phil Tilli | 3:56 |
| 3.  | Meer niet! | Rick de Leeuw, Theo Vogelaars, Gerben Ibelings, Rob van Zandvoort, Phil Tilli | 3:36 |
| 4.  | Hakken in het zand | Rick de Leeuw, Theo Vogelaars, Gerben Ibelings, Rob van Zandvoort, Phil Tilli | 3:54 |
| 5.  | Ik denk nooit meer aan jou | Rick de Leeuw, Theo Vogelaars, Gerben Ibelings, Rob van Zandvoort, Phil Tilli | 4:53 |
| 6.  | Winnaars, verliezers | Rick de Leeuw, Theo Vogelaars, Gerben Ibelings, Rob van Zandvoort, Phil Tilli | 3:59 |
| 7.  | Deze ochtend | Rick de Leeuw, Theo Vogelaars, Gerben Ibelings, Rob van Zandvoort, Phil Tilli | 3:52 |
| 8.  | Veel te veel water | Rick de Leeuw, Theo Vogelaars, Gerben Ibelings, Rob van Zandvoort, Phil Tilli | 4:57 |
| 9.  | Geen kaart, geen plan, geen gids                                                                                                  | Rick de Leeuw, Theo Vogelaars, Gerben Ibelings, Rob van Zandvoort, Phil Tilli | 4:10 |
| 10. | Zou je niettegenstaande de recente gebeurtenissen toch nog een verblijf op amoureus gebied in overweging willen nemen alsjeblieft | Rick de Leeuw, Theo Vogelaars, Gerben Ibelings, Rob van Zandvoort, Phil Tilli | 4:12 |
| 11. | Zon sprong aan | Rick de Leeuw, Theo Vogelaars, Gerben Ibelings, Rob van Zandvoort, Phil Tilli | 3:08 |
| 12. | Altijd voor het eerst | Rick de Leeuw, Theo Vogelaars, Gerben Ibelings, Rob van Zandvoort, Phil Tilli | 4:44 |

### >TK (Deluxe Edition)
Het album is ook uitgebracht in een luxe uitvoering die bestaat uit een extra cd met liveopnamen. Het eerste nummer hiervan werd opgenomen op 2 mei 2000 in Paradiso, Amsterdam voor het NPS-televisieprogramma Paradisolife. De nummers twee tot en met zes zijn opgenomen op 7 februari 2000 in de Ancienne te Brussel voor het programma TMF Live, TMF Vlaanderen.
| Nr. | Titel                                         | Schrijver(s)                                                                  | Duur |
| --- | --------------------------------------------- | ----------------------------------------------------------------------------- | ---- |
| 1.  | Ik denk nooit meer aan jou (Live in Paradiso) | Rick de Leeuw, Theo Vogelaars, Gerben Ibelings, Rob van Zandvoort, Phil Tilli | 5:10 |
| 2.  | Niemand thuis (Live met Candy Dulfer)         | Rick de Leeuw, Theo Vogelaars, Gerben Ibelings, Rob van Zandvoort, Phil Tilli | 5:10 |
| 3.  | Altijd voor het eerst (Live)                  | Rick de Leeuw, Theo Vogelaars, Gerben Ibelings, Rob van Zandvoort, Phil Tilli | 4:56 |
| 4.  | Geen kaart, geen plan, geen gids (Live)       | Rick de Leeuw, Theo Vogelaars, Gerben Ibelings, Rob van Zandvoort, Phil Tilli | 4:06 |
| 5.  | Winnaars, verliezers (Live)                   | Rick de Leeuw, Theo Vogelaars, Gerben Ibelings, Rob van Zandvoort, Phil Tilli | 4:13 |
| 6.  | Nu of nooit (Live)                            | Rick de Leeuw, Theo Vogelaars, Gerben Ibelings, Rob van Zandvoort, Phil Tilli | 4:55 |
| 7.  | Niemand thuis (Live (Patriot Hills-Remix))    | Rick de Leeuw, Theo Vogelaars, Gerben Ibelings, Rob van Zandvoort, Phil Tilli | 4:22 |

## Muzikanten
Tröckener Kecks:
- Rick de Leeuw - zang
- Theo Vogelaars - bas
- Rob van Zandvoort - toetsen
- Phil Tilli - gitaar
- Gerben Ibelings - drums

Gasten:
- Ronald Brunt - saxofoon in Niemand thuis
- Rudi de Graaff - conga's in Amoureus gebied